# هون‌سول
«هون‌سول» (انگلیسی: Honsool; کره‌ای: 혼술; lit. Drinking Alone) ترانه‌ای از خواننده اهل کره جنوبی، شوگا از بی‌تی‌اس است که با نام آگوست دی نیز شناخته می‌شود. «هون‌سول» در ۲۲ مه ۲۰۲۰، توسط بیگ هیت میوزیک به عنوان هشتمین ترانه از دومین میکس‌تیپ شوگا به نام دی-۲ منتشر شد.

## جدول‌های موسیقی
| جدول (۲۰۲۰)                             | بالاترین جایگاه |
| --------------------------------------- | --------------- |
| مجارستان (۴۰ تک‌آهنگ برتر)               | ۲۲              |
| ترانه‌های دیجیتال ایالات متحده (بیلبورد) | ۲۴              |